# Maison du Doyenné (Montluçon)
Pour les articles homonymes, voir Maison du Doyenné.
La maison du Doyenné est située à Montluçon (France).

## Localisation
La maison est située sur la commune de Montluçon dans le département de l'Allier, en région Auvergne-Rhône-Alpes.

## Description
La demeure comprend, en façade sur la rue du Doyenné, une haute fenêtre sculptée en pierre calcaire de la seconde moitié du XIIIe siècle, et à l'angle de la façade donnant à l'aplomb et au débouché du passage du Doyenné vers la place Notre-Dame, une tourelle en encorbellement, à la base sculptée du XVe siècle. La fenêtre se composait, sous l'arc en plein cintre qui la couvre, de deux arcs trilobés retombant sur une colonnette centrale. Sur chacun des deux culots anthropomorphes, ancrés à la retombée des arcs encadrant la baie, se dresse un personnage dansant (un homme et une femme), qui tenait jadis un instrument de musique dans ses mains. La tourelle en encorbellement, restaurée en 1930 dans un grès arkosique local, en pierre de moyen appareil est ornementée à sa base d'une frise de pampres de vigne d’où émergent deux modillons délicatement sculptés dans le calcaire, représentant un chien accroupi de type épagneul et son maître, coiffé d'un capuchon, serrant un livre entre les mains. La partie occidentale de la demeure, donnant sur la place Notre-Dame, jadis attenante au portail occidental de l'église du chapitre, présente toujours, au deuxième niveau, des vestiges de moulures toriques des XIIIe et XIVe siècles, soutenant d’étroits chapiteaux à décor végétal, et surmontées d’un arc de décharge, sculpté en pierre calcaire.

## Historique
Ancienne maison de notables des XIIIe et XIVe siècles, dite ultérieurement « la grant maison du chapitre », affectée à compter du début du XVIe siècle à l'habitation puis à la dignité du doyen du chapitre collégial Saint-Nicolas (fondé en 1250). 
Elle est inscrite partiellement au titre des monuments historiques par arrêté du 13 février 1926.

## Protection
Éléments protégés : la fenêtre du XIIIe siècle située au deuxième étage.

## Galerie

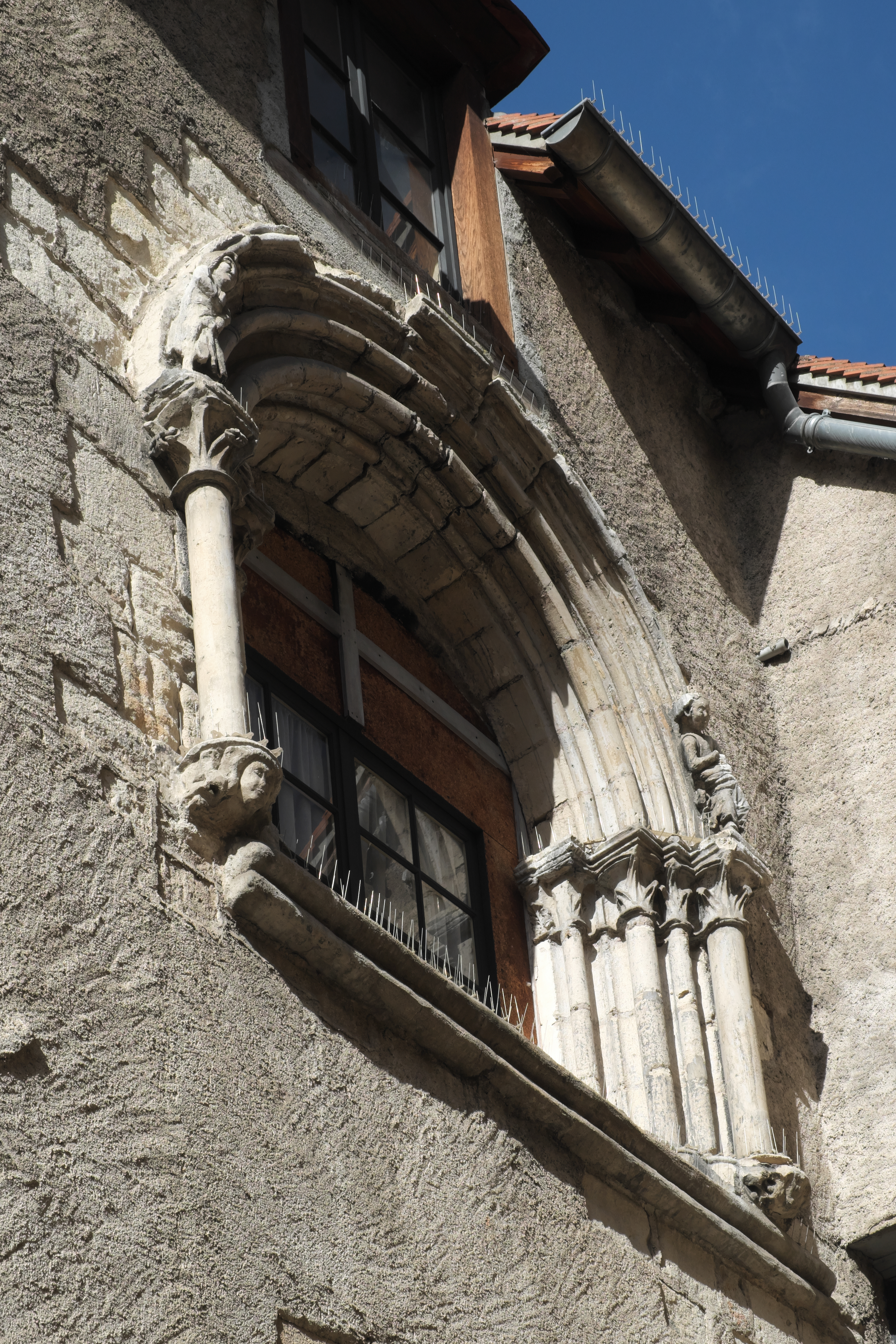
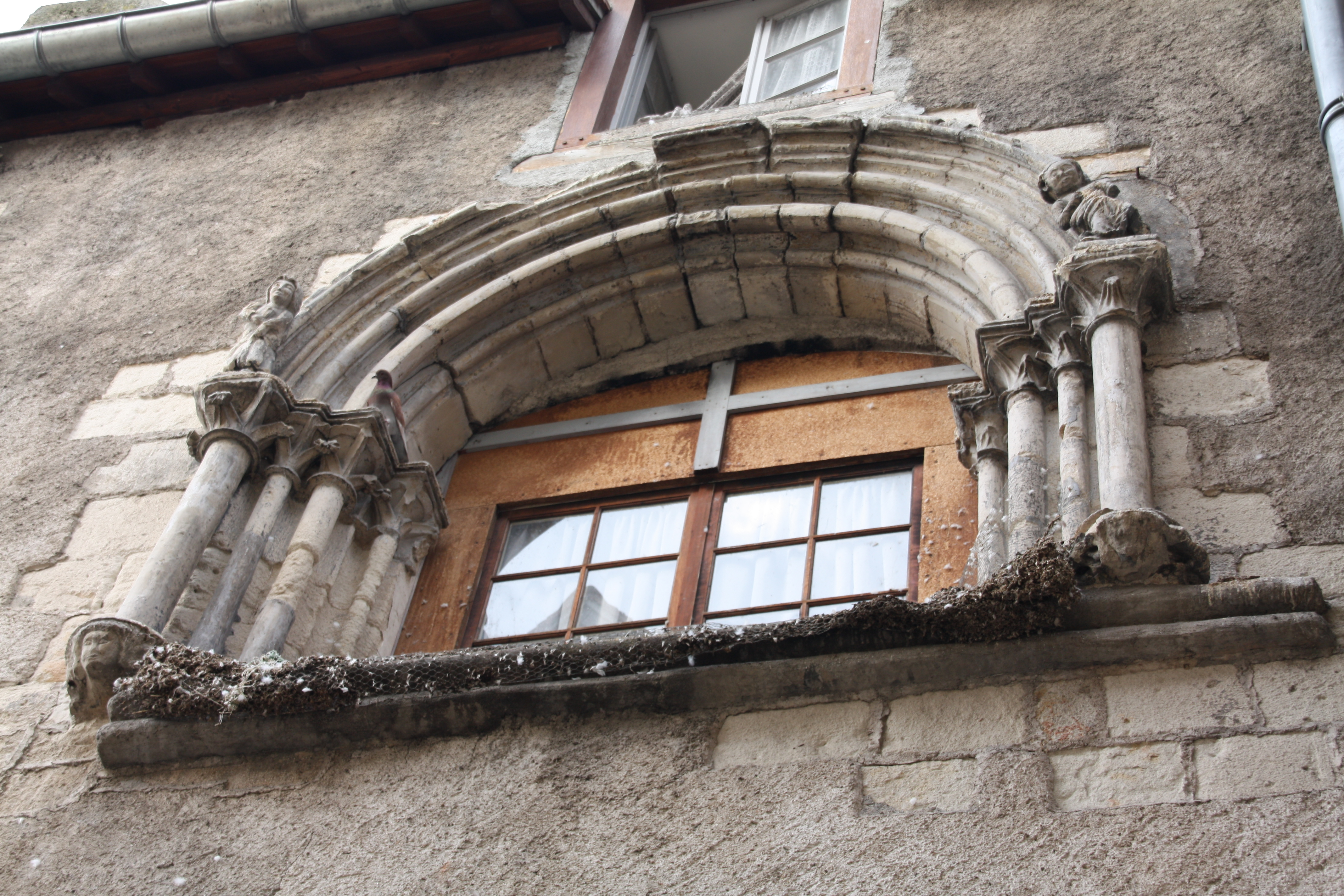
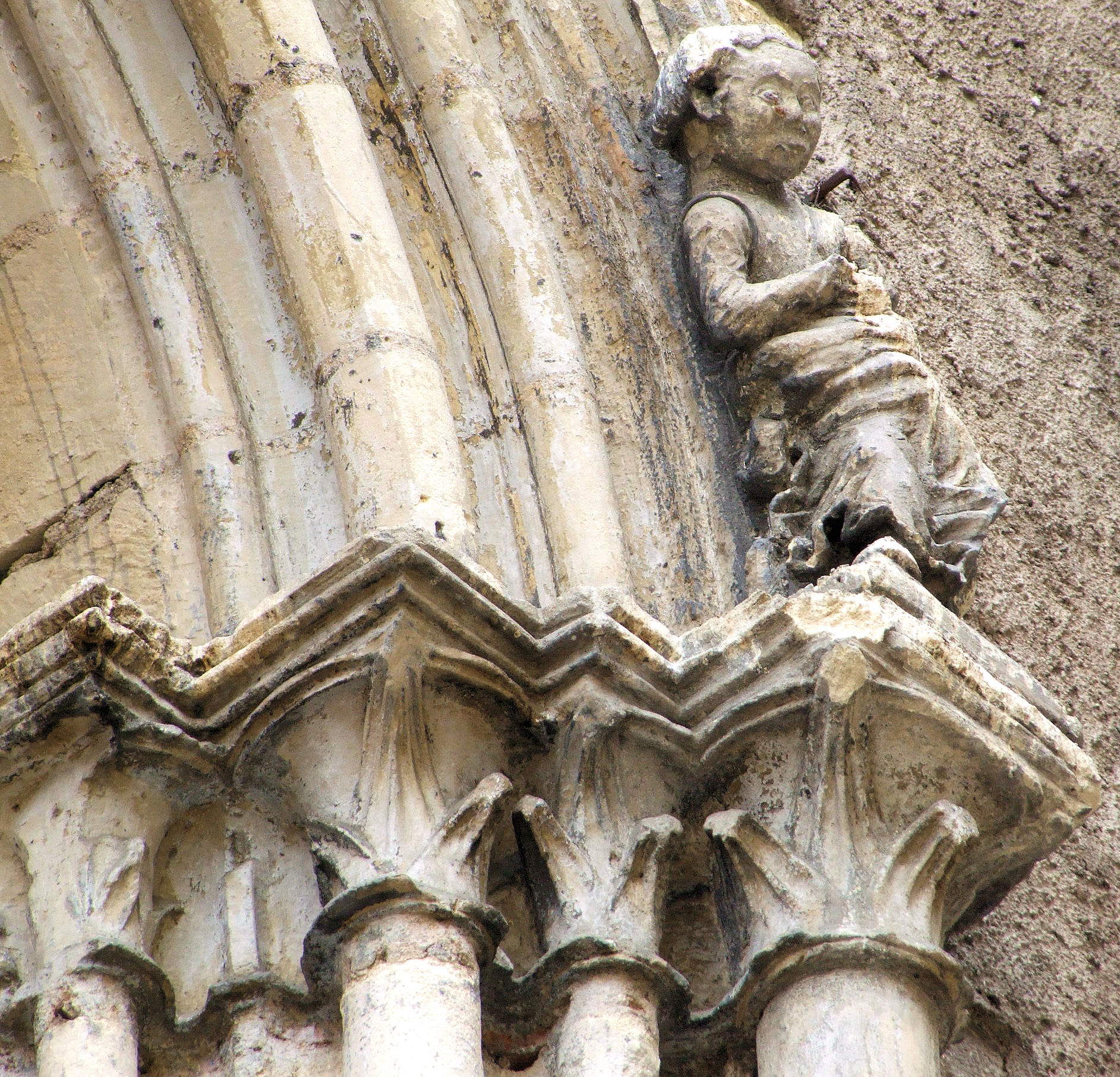